# Agrios (Gigant)

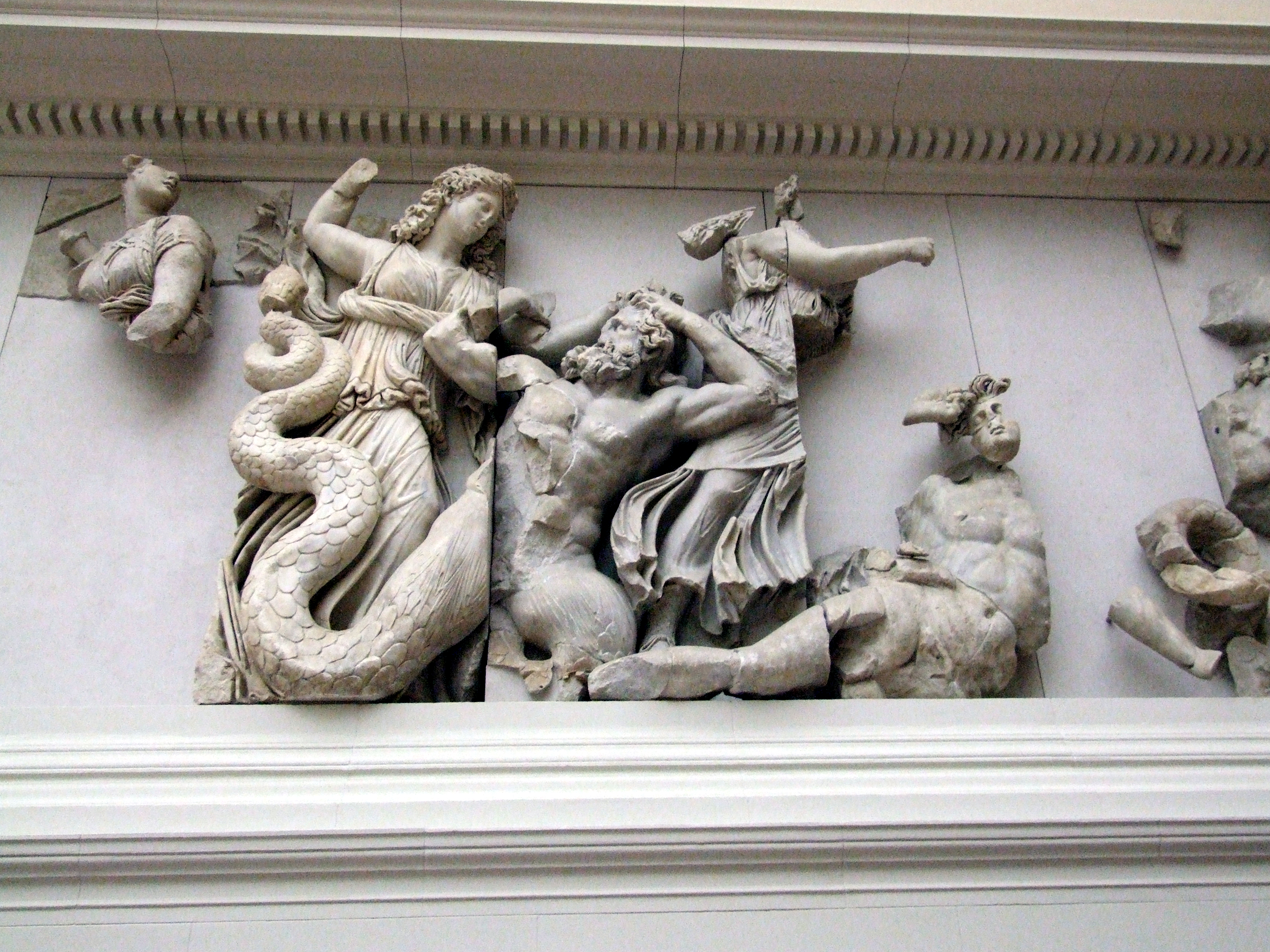
Die Moiren erschlagen Agrios und Thoon. Detail des Pergamonaltars

Agrios (altgriechisch Ἄγριος Ágrios) ist ein Gigant der griechischen Mythologie.
Er wird in der Bibliotheke des Apollodor als Sohn der Gaia und dem Blut des Uranos, das bei seiner Entmannung auf Gaia fällt, genannt. In der Namensliste der Fabulae von Hyginus ist er der Sohn der Ge und des Tartaros. Nach der Bibliotheke des Apollodor wurden Agrios und Thoon in der Gigantomachie von den Moiren mit Bronzekeulen erschlagen. Da die Giganten nur von Sterblichen endgültig getötet werden können, streckt Herakles ihn am Boden liegend mit einem Pfeil nieder.